# Confeitaria Rocco
A Confeitaria Rocco é um prédio histórico de Porto Alegre, Rio Grande do Sul, localizado na esquina das ruas Riachuelo e Dr. Flores, junto à praça Conde de Porto Alegre, antiga Praça do Portão. Por sua importância histórica integra o rol dos bens tombados pela Prefeitura da capital gaúcha.

## História
Seu proprietário era Nicolau Rocco (1861-1932), italiano que antes de radicar-se no Brasil trabalhara na afamada confeitaria El Molino, de Buenos Aires.
Com a experiência lá adquirida, chegando a Porto Alegre, em 1892 fundou a Confeitaria Sul-América. Com o crescimento da cidade e dos negócios, em 1910 encomendou a construção deste esplêndido prédio, que incluía fábrica de doces, confeitaria e salão de festas ao arquiteto Salvador Lambertini, morreria antes do término da obra. Então os trabalhos foram concluídos sob a supervisão de Manoel Barbosa Assumpção Itaqui, sendo inaugurado em 20 de setembro de 1912. Os atlantes da fachada são obra de Giuseppe Gaudenzi, e o grupo no frontão é de Frederico Pellarin, possivelmente auxiliado por Gustavo Steigleder, uma vez que possuíam uma oficina conjunta.
O salão de festas era muito solicitado para a realização de banquetes e bailes aristocráticos, e ali muitas sociedades tiveram seu lugar de nascimento. Entre seus frequentadores registram-se as presenças de Góes Monteiro, Eurico Gaspar Dutra, Getúlio Vargas, Daltro Filho e Mário de Andrade. A Confeitaria Rocco foi tombada pela Prefeitura Municipal em 1997.

## O edifício
A área total do imóvel é de 1.560 m² distribuídos em quatro pavimentos. A estrutura do prédio é mista de alvenaria de tijolos de barro e vigamentos de ferro. A fábrica de doces ficava inicialmente no subsolo, e o térreo era destinado à confeitaria, aonde o público em geral tinha acesso. No segundo pavimento estava instalado o salão de festas, e o terceiro era separado para a copa e salas de apoio. Do terraço, onde também havia um depósito, se descortinava um belo panorama da cidade.
Na fachada, de porte imponente e constituição monolítica, salientam-se os enormes atlantes, com duas feições: três deles são jovens, representando a América e a Fartura, e três outros são velhos, simbolizando a Europa e a Abundância. Todos com uma das mãos seguram uma sacada acima, e com a outra, um cesto com frutos da terra. No frontão que coroa o prédio um grupo escultórico simboliza a Luz, com uma figura feminina central posta no interior de uma lira, e duas crianças aos lados. A alusão às artes, e em especial à Música, fica assim explícita.
Também chamam a atenção o requintado trabalho em ferro das sacadas, as grandes colunas e pilastras com capitéis em forma de cabeça de leão, os grandes letreiros em relevo ornamental com o nome da empresa, e a profusa decoração de frisos, cornijas, mísulas e a platibanda com balaustradas. As esquadrias externas ainda são as originais.
O local tornou-se ponto de encontro da sociedade rio-grandense pela qualidade de seus serviços e produtos, pela beleza externa do prédio e pela suntuosidade dos espaços internos, decorados com luxo e requinte, com iluminação feérica, um mobiliário de mesas e balcões de tampos de mármore, e armários de rica talha de madeira. Nas paredes havia também grandes pinturas decorativas.

## Leituras adicionais
- Doberstein, Arnoldo Walter. Estatuária e Ideologia - Porto Alegre: 1900 - 1920. Porto Alegre: SMC, 1992.